# Лаофоя
Лаофоя (др.-греч. Λαοθόη) — имя ряда персонажей древнегреческой мифологии и литературы:
- одна из феспиад, родившая от Геракла сына Антифа[1][2];
- возлюбленная Аполлона, родившая от него сына Фестора[3];
- дочь царя лелегов Алтеса, родившая царю Трои Приаму сыновей Ликаона и Полидора, которые погибли от руки Ахилла[4][5];
- дочь Менета, возлюбленная Гермеса, мать аргонавтов Эхиона и Эрита[6];
- жена троянца Клития[7].